# Бойтельсбах
Бойтельсбах (нем. Beutelsbach) — община в Германии, в Республике Бавария.
Община расположена в правительственном округе Нижняя Бавария в районе Пассау. Подчиняется управлению Айденбах.  Население составляет 1136 человек (на 31 декабря 2010 года). Занимает площадь 20,39 км².

## Население
По оценке на 31 декабря 2015 года население общины Бойтельсбах составляет 1110 чел. 

| Дата      | 1840 | 1871 | 1900 | 1925 | 1939 | 1950 | 1961 | 1970 | 1987 | 2011 |
| --------- | ---- | ---- | ---- | ---- | ---- | ---- | ---- | ---- | ---- | ---- |
| Население | 986  | 1110 | 1327 | 1315 | 1217 | 1657 | 1097 | 1058 | 1082 | 1149 |

| Год       | 1960 | 1970 | 1980 | 1990 | 2000 | 2009 | 2010 | 2011 | 2012 | 2013 | 2014 | 2015 |
| --------- | ---- | ---- | ---- | ---- | ---- | ---- | ---- | ---- | ---- | ---- | ---- | ---- |
| Население | 1126 | 1035 | 1000 | 1111 | 1136 | 1120 | 1136 | 1151 | 1151 | 1131 | 1103 | 1110 |